# Marathon van Turijn 1995
De marathon van Turijn 1995 werd gelopen op zondag 23 april 1995. Het was de negende editie van deze marathon. In totaal finishten 2078 lopers waarvan 1983 mannen en 95 vrouwen.
De Algerijn Sid-Ali Sakhri kwam bij de mannen als eerste over de streep in 2:11.35. Hij won hiermee $ 18.000 aan prijzengeld. De Italiaanse Rosanna Munerotto won bij de vrouwen in 2:29.31, een parcoursrecord.

## Uitslagen

### Mannen
| rang   | naam                 | land | tijd    |
| ------ | -------------------- | ---- | ------- |
| Goud   | Sid-Ali Sakhri       | ALG  | 2:11.35 |
| Zilver | Walter Durbano       | ITA  | 2:12.09 |
| Brons  | Ahmed Saleh          | DJI  | 2:12.43 |
| 4      | Said Belaout         | ALG  | 2:14.02 |
| 5      | Paul Arpin           | FRA  | 2:14.12 |
| 6      | Jose Apalanza        | ESP  | 2:14.47 |
| 7      | Roberto Barbi        | ITA  | 2:15.08 |
| 8      | Roman Kejzar         | SLO  | 2:15.19 |
| 9      | Vladimir Epanov      | RUS  | 2:15.38 |
| 10     | Severino Bernardini  | ITA  | 2:16.04 |
| 11     | Stephen Kirwa        | KEN  | 2:16.37 |
| 12     | Hansjörg Brücker     | SUI  | 2:16.41 |
| 13     | Andrey Tarasenko     | UKR  | 2:17.39 |
| 14     | Jose Maria Rodriguez | ESP  | 2:17.43 |
| 15     | Luca Mura            | ITA  | 2:18.19 |
| 16     | Jean-Luc Assemat     | FRA  | 2:18.48 |
| 17     | Haile Korichu        | ETH  | 2:18.56 |
| 18     | Thierry Charles      | FRA  | 2:18.56 |
| 19     | Marco Russo          | ITA  | 2:19.08 |
| 20     | Nour Bile            | ETH  | 2:19.12 |

### Vrouwen
| rang   | naam                   | land | tijd    |
| ------ | ---------------------- | ---- | ------- |
| Goud   | Rosanna Munerotto      | ITA  | 2:29.31 |
| Zilver | Jane Salumäe           | EST  | 2:29.45 |
| Brons  | Griselda Gonzalez      | ARG  | 2:31.44 |
| 4      | Elena Razdrogina       | RUS  | 2:33.23 |
| 5      | Stefanija Statkuvienė  | LTU  | 2:35.55 |
| 6      | Irina Yagodina         | UKR  | 2:36.14 |
| 7      | Matilde Ravizza        | ITA  | 2:42.42 |
| 8      | Maria-Claudia Menconi  | ITA  | 2:48.44 |
| 11     | Maria-Grazia Navacchia | ITA  | 2:53.15 |

1974 ·
1975 ·
1976 ·
1977 ·
1978 ·
1979 ·
1980 ·
1981 ·
1982 ·
1983 ·
1984 ·
1985 ·
1986 ·
1987 ·
1988 ·
1989 ·
1990 ·
1991 ·
1992 ·
1993 ·
1994 ·
1995 ·
1996 ·
1997 ·
1998 ·
1999 ·
2000 ·
2001 ·
2002 ·
2003 ·
2004 ·
2005 ·
2006 ·
2007 ·
2008 ·
2009 ·
2010 ·
2011 ·
2012 ·
2013 ·
2014 ·
2015 ·
2016 ·
2017